# Альпенрод
Альпенрод (нем. Alpenrod) — община в Германии, в земле Рейнланд-Пфальц.
Входит в состав района Вестервальд. Подчиняется управлению Хахенбург. Население составляет 1595 человек (на 31 декабря 2010 года). Занимает площадь 12,15 км².
Коммуна подразделяется на 3 сельских округа.